# اولین دوره بازی‌های اسلامی بانوان

## نخستین دورهٔ بازی‌های اسلامی بانوان
جدول رده‌بندی نخستین دورهٔ بازی‌های اسلامی بانوان (ایران . تهران . ۱۹۹۳)
| رتبه  | کشورها           | طلا | نقره | برنز | مجموع |
| ۱     | قرقیزستان        | ۲۷  | ۱۰   | ۷    | ۴۴    |
| ۲     | ایران            | ۲۰  | ۱۴   | ۲۳   | ۵۷    |
| ۳     | جمهوری آذربایجان | ۱۲  | ۱۷   | ۱۵   | ۴۴    |
| ۴     | ترکمنستان        | ۵   | ۰    | ۵    | ۱۰    |
| ۵     | پاکستان          | ۴   | ۷    | ۲    | ۱۳    |
| ۶     | تاجیکستان        | ۲   | ۷    | ۸    | ۱۷    |
| ۷     | سوریه            | ۲   | ۱    | ۹    | ۱۲    |
| ۸     | بنگلادش          | ۰   | ۰    | ۱    | ۱     |
| مجموع | کل               | ۷۲  | ۵۶   | ۷۰   | ۱۹۸   |

توضیحات:
- رشته‌های ورزشی: ۷ رشته ۱.بدمینتون ۲.شنا ۳.والیبال ۴.تیر اندازی ۵.هندبال ۶.جودو ۷.دو ومیدانی
- ورزشکاران:۴۰۷
- تیم‌ها:۴۶
- داوران:۱۹۰
- ناظران:۲
- کشورهای شرکت کننده: ۱۰کشور ۱.قرقیزستان ۲.ایران ۳. جمهوری آذربایجان ۴.ترکمنستان ۵.پاکستان ۶.تاجیکستان ۷.سوریه ۸.بنگلادش ۹.عمان ۱۰.مالزی